# Verena Steiner
Verena Steiner (* 1948 im Aargau) ist eine Schweizer Sachbuchautorin über das Lernen.
Verena Steiner studierte Biochemie und promovierte an der Universität Basel. Sie arbeitete in der Pharmaindustrie in forschenden Tätigkeiten und im Projektmanagement sowie als Dozentin. 
Ab 1998 entwickelte sie an der ETH Zürich das Programm „Lernen mit Lust!“. Nach einer Gastprofessur an der Universität für Bodenkultur Wien ist sie heute als freischaffende Autorin tätig.
Steiner befasst sich seit vielen Jahren mit Lern- und Arbeitsstrategien. 

## Auszeichnungen
- 1998 erhielt sie den Lady Waterman Prize und war Finalistin des Veuve Cliquot Preises
- 2006 wurde sie für ihre Arbeiten zur Ehrenrätin der ETH Zürich ernannt.[3]

## Werke
- 1991: "Gassenhotel" – ein Modell für Obdachlose?
- 2000: Exploratives Lernen
- 2002: Lernen als Abenteuer
- 2005: Energiekompetenz
- 2006: Sich besser konzentrieren heißt ...
- 2011: Lernpower
- 2014: Sprachen lernen mit Power. Wie individuelle Lernmethoden Sie weiterbringen, Beobachter-Edition, Zürich, ISBN 978-3-85569-834-9.
- 2025: Solo. Alleinsein als Chance. Arisverlag, Embrach 2025, ISBN 978-3-907238-44-8.